# Hålåstjärnen
Hålåstjärnen är en sjö i Nora kommun i Västmanland och ingår i Göta älvs huvudavrinningsområde.